# Bailey Malcolm Lewis
Bailey Malcolm Lewis (7 de noviembre de 1997) es un deportista australiano que compite en taekwondo. Ganó cuatro medallas en el Campeonato de Oceanía de Taekwondo entre los años 2016 y 2022.

## Palmarés internacional
| Campeonato de Oceanía | Campeonato de Oceanía | Campeonato de Oceanía | Campeonato de Oceanía |
| Año                   | Lugar                 | Medalla               | Categoría             |
| --------------------- | --------------------- | --------------------- | --------------------- |
| 2016                  | Suva (Fiyi)           | Medalla de oro        | –58 kg                |
| 2018                  | Mahina (Francia)      | Medalla de bronce     | –58 kg                |
| 2019                  | Apia (Samoa)          | Medalla de plata      | –58 kg                |
| 2022                  | Papeete (Francia)     | Medalla de oro        | –58 kg                |